# Cent'anni di solitudine (serie televisiva)
Cent'anni di solitudine è una serie televisiva colombiana prodotta e distribuita da Dynamo e Netflix dal 2024. La serie, composta da due parti, è tratta dall'omonimo romanzo di Gabriel García Márquez.
Gli episodi sono diretti da Alex García López e Laura Mora, mentre nel cast principale figurano Diego Vásquez, Marleyda Soto e Claudio Cataño nei ruoli di José Arcadio, Úrsula e Aureliano Buendía adulti.

## Trama
La storia, che riprende il romanzo di Marquez, racconta la storia complessa e al limite del magico della famiglia Buendía, a partire dall'inizio della storia d'amore tra i giovani José Arcadio e Úrsula.

## Episodi
| Stagione       | Episodi | Pubblicazione originale | Pubblicazione in italiano |
| -------------- | ------- | ----------------------- | ------------------------- |
| Prima stagione | 8       | 2024                    | 2024                      |

## Produzione
La serie è prodotta dallo studio colombiano Dynamo, in collaborazione con Netflix, che figura come co-produttore e distributore, ed è composta da due parti (da otto episodi l'una).

## Distribuzione
La prima parte della serie, ovvero i primi otto episodi, è uscita internazionalmente l'11 dicembre 2024.

### Edizione Italiana
Il doppiaggio italiano, diretto da Stefano Mondini su dialoghi di Federica Cappellanti e realizzato presso VSI Rome, vede i doppiatori Luca Mannocci e Stefano Alessandroni nel ruolo di Josè Arcadio Buendía, Martina Felli e Tatiana Dessi come Úrsula, Alexandro Gusev, Mirko Cannella e Gabriele Sabatini nel ruolo di Josè Arcadio figlio, Ciro Clarizio, Valeriano Corini, Alberto Pilara e Raffaele Carpentieri in quello di Aureliano, mentre Massimo Rossi è Melquiades e Stefano Crescentini il narratore.